# Lijst van blackmetalbands
Dit is een overzicht van blackmetalbands met een eigen artikel op de Nederlandstalige Wikipedia.

## 0-9
- 1349 ( Noorwegen)

## A
- Aaskereia ( Duitsland)
- Abigail ( Japan)
- Abigor ( Oostenrijk)
- Absu ( Verenigde Staten)
- Absurd ( Duitsland)
- Aeternus ( Noorwegen)
- Agathodaimon ( Duitsland)
- Akercocke ( Verenigd Koninkrijk)
- Anaal Nathrakh ( Verenigd Koninkrijk)
- Ancient ( Noorwegen)
- Ancient Rites ( België)
- Ancient Wisdom ( Zweden)
- Angra Mainyu ( Duitsland)
- Anorexia Nervosa ( Frankrijk)
- Antaeus ( Frankrijk)
- Antestor ( Noorwegen)
- Apostasy ( Zweden)
- Arcturus ( Noorwegen)
- Arkhon Infaustus ( Frankrijk)
- Aura Noir ( Noorwegen)
- Axamenta ( België)
- Azaghal ( Finland)

## B
- Bastaerdschwaerd ( Nederland)
- Bathory ( Zweden)
- Behemoth ( Polen)
- Behexen ( Finland)
- Belketre ( Frankrijk)
- Bilskirnir ( Duitsland)
- Blut Aus Nord ( Frankrijk)
- Brenoritvrezorkre ( Frankrijk)
- Brocken Moon ( Duitsland)
- Burzum ( Noorwegen)
- Burzumennuz ( Nederland)

## C
- Carach Angren ( Nederland)
- Celtic Frost ( Zwitserland)
- Code ( Verenigd Koninkrijk)
- ColdWorld ( Duitsland)
- Countess ( Nederland)

## D
- Dark Funeral ( Zweden)
- Darkthrone ( Noorwegen)
- Deathspell Omega ( Frankrijk)
- Dimmu Borgir ( Noorwegen)
- Dissection ( Zweden)
- Drudkh ( Oekraïne)

## E
- Emperor ( Noorwegen)
- Enslaved ( Noorwegen)
- Enthroned ( België)

## F
- Fenris ( Nederland)

## G
- Geimhre ( Canada)
- God Seed ( Noorwegen)
- Gorgoroth ( Noorwegen)
- Graveland ( Polen)
- Grimm ( Nederland)

## H
- Hecate Enthroned ( Verenigd Koninkrijk)
- Horde ( Noorwegen)
- Huldrefolk ( België)

## I
- Ildjarn ( Noorwegen)
- Immortal ( Noorwegen)

## J
- Judas Iscariot ( Verenigde Staten)

## K
- Katharsis ( Duitsland)
- Kekal ( Indonesië)
- Krieg ( Verenigde Staten)

## L
- Laster ( Nederland)
- Lucifugum ( Oekraïne)

## M
- Månegarm ( Zweden)
- Marduk ( Zweden)
- Mayhem ( Noorwegen)
- Melechesh ( Israël)
- Mercyful Fate ( Denemarken)
- Ministry of Terror ( Nederland)
- Moonblood ( Duitsland)
- Mortiis ( Noorwegen)
- Mütiilation ( Frankrijk)

## N
- Nargaroth ( Duitsland)

## O
- Ondskapt ( Zweden)

## R
- Rotting Christ ( Griekenland)

## S
- Saille ( België)
- Saltus ( Polen)
- Sariola ( Duitsland)
- Satanic Warmaster ( Finland)
- Satyricon ( Noorwegen)
- Shining ( Zweden)
- Slechtvalk ( Nederland)
- Stormlord ( Italië)
- Summoning ( Oostenrijk)
- Susperia ( Noorwegen)

## T
- Torgeist ( Frankrijk)
- Trist ( Tsjechië)

## U
- Ulver ( Noorwegen)

## V
- Venom ( Verenigd Koninkrijk)
- Vlad Tepes ( Frankrijk)

## W
- Watain ( Zweden)
- Windir ( Noorwegen)
- Wolves in the Throne Room ( Verenigde Staten)

## X
- Xasthur ( Verenigde Staten)

## Z
- Zarathustra ( Duitsland)
- Zyklon ( Noorwegen)